# Edmundo Ros
Pour les articles homonymes, voir Ros.
 Edmundo William Ros, né le 7 décembre 1910 et mort le 21 octobre 2011, est un musicien percussionniste, chanteur, arrangeur et chef d'orchestre. Il a dirigé un orchestre latino-américain très populaire, enregistré de nombreux disques pendant un grand nombre d'années, et possédé un des principaux nightclubs de Londres.

## Biographie
Edmundo Ros est né à Port-d'Espagne (Trinité-et-Tobago) en 1910. Originaire d'une mère vénézuélienne et d'un père écossais, Edmundo était l’ainé des quatre enfants de la famille. Ses parents se séparèrent après la naissance du dernier enfant et Edmundo fut inscrit dans une académie militaire. À cette occasion, il se prit d’intérêt pour la musique et apprit à jouer de l’euphonium et du bombardon. De 1927 à 1937, sa famille vécut à Caracas au Venezuela, période pendant laquelle il jouait autant pour l’orchestre de l'académie militaire que pour l'orchestre symphonique vénézuélien en tant que timbalier. Il reçut une bourse d’études musicales qui lui permit, de 1937 à 1942, d’étudier l'harmonie, la composition et l’orchestration à l’Académie Royale de Musique de Londres. Il intégra en tant que chanteur et percussionniste le Don Marino Baretto’s Band et enregistra plusieurs prises en tant qu'accompagnateur de Fats Waller, alors que celui-ci visitait Londres en 1938.
Edmundo Ros s’est marié deux fois, la première avec Britt Johansen en 1950 —  avec qui il a eu deux enfants, et avec Susan en 1971.

## Orchestre de rumba
En août 1940 Edmundos forme son propre orchestre de rumba, le Edmundo Ros and his Rumba band, qui enregistre en 1941 ses premiers titres dont « Los Hijos de Buda ».
Le groupe joue régulièrement au Coconut Grove Club, situé à Regent Street (Londres), et qui attire les membres de la haute société. La princesse Élisabeth réalisa sa première danse publique sur un air du groupe, au Bagatelle Restaurant. Les journalistes ayant relaté l’événement lui ont apporté une certaine notoriété.
En 1946, il possédait un club, une école de danse, une entreprise discographique et il produisait des artistes. Son orchestre s’étoffe et compte 16 musiciens. Le titre « The Wedding Samba », sorti en 1949, se vend à 3 millions d’exemplaires. Son album « Rythms of the South », paru en 1958, est un des premiers enregistrements stéréo de haute qualité. Il travaille avec Decca Records de 1944 à 1974, et totalise plus de 800 enregistrements.
En 1951, il achète le Coconut Grove Club, le rebaptisant en 1964 « Edmundo Ros' Diner and Supper Club ». Le club devient populaire pour son atmosphère et sa musique mais il est fermé en 1965, lorsque la légalisation du jeu dans les casinos détourne la plupart de ses meilleurs clients.
En 1975, durant sa septième tournée au Japon, un conflit avec un de ses musiciens, délégué syndical de la Musicians' Union (en), entraîna subitement la fin de l’orchestre. De retour au Royaume-Uni, Ros organisa un dîner de célébration après une session d'enregistrement pour la BBC, et il détruisit presque toutes les feuilles d'arrangement, pour bien marquer la disparition de l’orchestre,, il n’avait alors que 64 ans.
Edmundo Ros s’est retiré à Xàvia (Alicante, Espagne). Le 8 janvier 1994 il donna sa dernière représentation publique. En 2000, à 90 ans, Edmundo Ros a été élevé au rang d'Officier de l'Ordre de l'Empire britannique.
Il meurt le 21 octobre 2011 à Alicante en Espagne.

## Discographie

### Collection CD Harlequin
- Edmundo Ros and his Rumba Band 1939–1941, Harlequin CD 15. Includes about 8 minutes of E.R. discussing the early days of his career.
- Tropical Magic: Edmundo Ros and his Rumba Band vol 2 1942–1944. Harlequin CD 50. Includes four sets of E.R. continuing his autobiographic reminiscences.
- Cuban Love Song: Edmundo Ros and his Rumba Band vol 3 1945. Harlequin CD 73.
- Chiquita Banana: Edmundo Ros and his Rumba Band vol 4 1946–1947. Harlequin CD 105.
- La Comparsa: Edmundo Ros and his Rumba Band vol 5 1948. Harlequin CD 129.
- Chocolate Whisky and Vanilla Gin: Edmundo Ros and his Rumba Band vol 6 1948–1949. Harlequin CD 147.
- Mambo Jambo: Edmundo Ros and his Rumba Band vols 7 & 8 1949–1950. Harlequin CD 164/165.

### 33 tours 25 cm
- Latin-American Rhythms, Edmundo Ros and his Rumba Band, Decca LF 1002. Latin Rhythms, Edmundo Ros and his Orchestra, London 155, is identical in content.
- Mambo with Ros. Decca LF 1038, and London LPB 341.
- Samba with Ros. Decca LF, and London LB 367.
- Latin-American Rhythms with Ros. Decca LP 1051, and London LPB 368.
- Ros presents Calypsos. Decca LF 1067, and London LB 367.
- Dance the Samba. Decca LF, and London LB 742.

### 33 tours 30 cm
- Latin-American Novelties. London LL 1090.
- Ros Mambos. London LL 1092. Decca 1956
- Latin Melodies. London LL 1093.
- Ros Album of Sambas. London LL 1117. Richmond B 20032 has same content, but only 10 numbers where Decca/London has14.
- Ros Album of Calypsos. Decca LK 4102. 1956
- Ros Album of Baions. Decca LK 4111. One side of Baiaos, the other of boleros.
- Latin Carnival. Richmond B 20023.
- Rhythms Of The South (Decca 1958),
- Calypso Man (Decca 1958),
- Perfect For Dancing (Decca 1958),
- Ros On Broadway (Decca 1959),
- Hollywood Cha Cha Cha (Decca 1959),
- Bongos From The South (Decca 1961),
- Dance Again (Decca 1962),
- Sing And Dance With Edmundo Ros (Decca 1963),
- Heath versus Ros (Decca Phase 4 1964),
- Heath versus Ros, Round Two (Decca Phase 4 1967),
- This Is My World (Decca 1972),
- Ros Remembers (Decca 1974),
- Edmundo Ros Today (Decca 1978),
- Show Boat/Porgy & Bess, LP
- Ros at the Opera
- Broadway goes Latin
- New Rhythms of The South
- Latin Boss... Señor Ros
- Arriba
- Latin Hits I Missed
- Hair Goes Latin
- Heading South of the Border
- The Latin King
- This is My World
- Caribbean Ros
- Sunshine and Olé!
- Give My Regards to Broadway
- That Latin Sound
- Latin Favourites (Gold Crown 1979),
- Latin Song And Dance Men (Pye 1980),
- Music For The Millions (Decca 1983),
- Strings Latino (London 1985),
- Latin Magic (London 1987),
- That Latin Sound (Pulse 1997)
- Doin' the Samba, CD
- Rhythms of the South/New Rhythms of the South, CD
- Good! Good! Good! CD
- Strings Latino/Latin Hits I Missed CD